# Libythea genia
Libythea genia är en fjärilsart som beskrevs av Waterhouse 1938. Libythea genia ingår i släktet Libythea och familjen praktfjärilar. Inga underarter finns listade i Catalogue of Life.